# Associazione Calcio Torino 1973-1974
Questa voce raccoglie le informazioni riguardanti l'Associazione Calcio Torino nelle competizioni ufficiali della stagione 1973-1974.

## Società
- Presidente:
  - Orfeo Pianelli
- Segretario:
  - Giuseppe Bonetto
- Medico sociale:
  - Cesare Cattaneo

- Massaggiatore:
  - Bruno Colla
- Allenatore:
  - Gustavo Giagnoni
(fino al 04/03/1974)
  - Edmondo Fabbri

## Rosa
| N. |                   | Ruolo | Calciatore         |
| -- | ----------------- | ----- | ------------------ |
|    | Italia (bandiera) | P     | Luciano Castellini |
|    | Italia (bandiera) | P     | Franco Sattolo     |
|    | Italia (bandiera) | D     | Angelo Cereser     |
|    | Italia (bandiera) | D     | Natalino Fossati   |
|    | Italia (bandiera) | D     | Marino Lombardo    |
|    | Italia (bandiera) | D     | Alberto Mantovani  |
|    | Italia (bandiera) | D     | Roberto Mozzini    |
|    | Italia (bandiera) | D     | Luciano Zecchini   |
|    | Italia (bandiera) | C     | Aldo Agroppi       |

| N. |                   | Ruolo | Calciatore                 |
| -- | ----------------- | ----- | -------------------------- |
|    | Italia (bandiera) | C     | Giorgio Ferrini (capitano) |
|    | Italia (bandiera) | C     | Emiliano Mascetti          |
|    | Italia (bandiera) | C     | Rosario Rampanti           |
|    | Italia (bandiera) | C     | Claudio Sala               |
|    | Italia (bandiera) | C     | Roberto Salvadori          |
|    | Italia (bandiera) | C     | Raffaello Vernacchia       |
|    | Italia (bandiera) | A     | Gianni Bui                 |
|    | Italia (bandiera) | A     | Francesco Graziani         |
|    | Italia (bandiera) | A     | Paolo Pulici               |

## Calciomercato

### Sessione estiva
| Acquisti | Acquisti             | Acquisti    | Acquisti                   |
| R.       | Nome                 | da          | Modalità                   |
| -------- | -------------------- | ----------- | -------------------------- |
| P        | Antonio Pigino       | Asti MaCoBi | definitivo                 |
| D        | Alberto Mantovani    | Mantova     | definitivo                 |
| C        | Emiliano Mascetti    | Verona      | definitivo                 |
| C        | Roberto Salvadori    | Alessandria | definitivo (280.000.000 £) |
| C        | Raffaello Vernacchia | Atalanta    | definitivo                 |
| C        | Renato Zaccarelli    | Novara      | fine prestito              |
| A        | Francesco Graziani   | Arezzo      | definitivo (225.000.000 £) |
| A        | Ferdinando Rossi     | Piacenza    | fine prestito              |

| Cessioni | Cessioni          | Cessioni     | Cessioni   |
| R.       | Nome              | a            | Modalità   |
| -------- | ----------------- | ------------ | ---------- |
| P        | Claudio Garella   | Juniorcasale | prestito   |
| D        | Paolo Beruatto    | Asti MaCoBi  | prestito   |
| D        | Giovanni Masiello | Ternana      | definitivo |
| C        | Sandro Crivelli   | Ternana      | definitivo |
| C        | Sergio Maddè      | Verona       | definitivo |
| C        | Walter Novellino  | Cremonese    | definitivo |
| C        | Sergio Taddei     | Novara       | definitivo |
| C        | Renato Zaccarelli | Verona       | prestito   |
| A        | Ferdinando Rossi  | Ternana      | prestito   |
| A        | Giovanni Toschi   | Cesena       | definitivo |

## Risultati

### Serie A

#### Girone di andata
| Cesena 7 ottobre 1973, ore 15:00 UTC+1 1ª giornata | Cesena            | 0 – 0 | Torino | Stadio La Fiorita (16.319 spett.)\| Arbitro: \| Toselli (Cormons) \| |
| Arbitro:                                           | Toselli (Cormons) |       |        |                                                                      |

| Arbitro: | Angonese (Mestre) |

|            |           |  |
| Pulici 66’ | Marcatori |  |

| Arbitro: | Menegali (Roma) |

|                 |           |                   |
| Riva 19’ (rig.) | Marcatori | 79’ (rig.) Pulici |

| Arbitro: | Michelotti (Parma) |

|                        |           |                           |
| Pulici 47’ Mozzini 59’ | Marcatori | 30’ Fedele 57’ Boninsegna |

| Arbitro: | Giunti (Arezzo) |

|                     |           |            |
| Maraschi 49’ (rig.) | Marcatori | 40’ Pulici |

| Arbitro: | Toselli (Cormons) |

|  |           |           |
|  | Marcatori | 30’ Merlo |

| Vicenza 2 dicembre 1973, ore 14:30 UTC+1 7ª giornata | Lanerossi Vicenza | 0 – 0 | Torino | Stadio Romeo Menti (11.662 spett.)\| Arbitro: \| Calì (Roma) \| |
| Arbitro:                                             | Calì (Roma)       |       |        |                                                                 |

| Arbitro: | Panzino (Catanzaro) |

|  |           |                |
|  | Marcatori | 74’ Cuccureddu |

| Arbitro: | Gialluisi (Barletta) |

|                                   |           |                            |
| Savoldi 47’ (rig.) Massimelli 85’ | Marcatori | 16’ Graziani 28’ Salvadori |

| Torino 23 dicembre 1973, ore 14:30 UTC+1 10ª giornata | Torino           | 0 – 0 | Foggia | Stadio Comunale (23.672 spett.)\| Arbitro: \| Casarin (Milano) \| |
| Arbitro:                                              | Casarin (Milano) |       |        |                                                                   |

| Arbitro: | Gussoni (Tradate) |

|         |           |  |
| Bui 46’ | Marcatori |  |

| Arbitro: | Agnolin (Bassano del Grappa) |

|              |           |  |
| Chiarugi 36’ | Marcatori |  |

| Arbitro: | Giunti (Arezzo) |

|  |           |              |
|  | Marcatori | 55’ Graziani |

| Arbitro: | Lattanzi (Roma) |

|                      |           |          |
| Vavassori 27’ (aut.) | Marcatori | 17’ Cané |

| Arbitro: | Menegali (Roma) |

|  |           |              |
|  | Marcatori | 62’ Graziani |

#### Girone di ritorno
| Arbitro: | Serafino (Roma) |

|                                |           |                |
| Pulici 57’ (rig.) Graziani 75’ | Marcatori | 27’ Bertarelli |

| Roma 10 febbraio 1974, ore 15:00 UTC+1 17ª giornata | Roma                          | 0 – 0 | Torino | Stadio Olimpico (50.040 spett.)\| Arbitro: \| Mascali (Desenzano del Garda) \| |
| Arbitro:                                            | Mascali (Desenzano del Garda) |       |        |                                                                                |

| Arbitro: | Toselli (Cormons) |

|                   |           |                        |
| Pulici 82’ (rig.) | Marcatori | 26’ Nobili 70’ Poletti |

| Arbitro: | Trinchieri (Reggio Emilia) |

|                                 |           |  |
| Boninsegna 40’ (rig.), 54’, 63’ | Marcatori |  |

| Arbitro: | Giunti (Arezzo) |

|            |           |                     |
| Pulici 27’ | Marcatori | 37’ (rig.) Maraschi |

| Arbitro: | Lazzaroni (Milano) |

|                                |           |                          |
| Desolati 15’, 28’ Saltutti 20’ | Marcatori | 79’ (aut.) Della Martira |

| Arbitro: | Bernardis (Milano) |

|              |           |  |
| Graziani 10’ | Marcatori |  |

| Arbitro: | Motta (Monza) |

|                       |           |              |
| Cuccureddu 17’ (rig.) | Marcatori | 38’ Graziani |

| Arbitro: | Lattanzi (Roma) |

|                        |           |  |
| Pulici 37’, 69’ (rig.) | Marcatori |  |

| Arbitro: | Serafino (Roma) |

|             |           |         |
| Rognoni 85’ | Marcatori | 2’ Sala |

| Arbitro: | Casarin (Milano) |

|  |           |                               |
|  | Marcatori | 75’ (rig.), 88’ (rig.) Pulici |

| Arbitro: | Levrero (Genova) |

|                   |           |  |
| Pulici 16’ (rig.) | Marcatori |  |

| Arbitro: | Gussoni (Tradate) |

|                 |           |               |
| Pulici 13’, 43’ | Marcatori | 32’ Chinaglia |

| Arbitro: | Michelotti (Parma) |

|                    |           |              |
| Clerici 29’ (rig.) | Marcatori | 35’ Graziani |

| Torino 19 maggio 1974, ore 16:00 UTC+2 30ª giornata | Torino             | 0 – 0 | Verona | Stadio Comunale (34.692 spett.)\| Arbitro: \| Picasso (Chiavari) \| |
| Arbitro:                                            | Picasso (Chiavari) |       |        |                                                                     |

### Coppa Italia

#### Girone eliminatorio
| Arbitro: | Ciacci (Firenze) |

|              |           |                         |
| Bonfanti 86’ | Marcatori | 8’ Rampanti 52’ Mozzini |

| Arbitro: | Casarin (Milano) |

|                        |           |           |
| Ferrini 68’ Pulici 83’ | Marcatori | 20’ Rossi |

| Torino 9 settembre 1973, ore 21:00 UTC+2 3ª giornata | Torino          | 0 – 0 | Cesena | Stadio Comunale (20.000 spett.)\| Arbitro: \| Lattanzi (Roma) \| |
| Arbitro:                                             | Lattanzi (Roma) |       |        |                                                                  |

| Arbitro: | Bernardis (Milano) |

|                      |           |         |
| Gori 60’ Banelli 65’ | Marcatori | 43’ Bui |

### Coppa UEFA
| Arbitro: | Wohrer |

|         |           |               |
| Bui 50’ | Marcatori | 66’, 79’ Löwe |

| Arbitro: | Lööw |

|                                |           |          |
| Lisiewicz 8’ Matoul 45’ (rig.) | Marcatori | 55’ Sala |

## Statistiche

### Statistiche di squadra
| Competizione | Punti | In casa | In casa | In casa | In casa | In casa | In casa | In trasferta | In trasferta | In trasferta | In trasferta | In trasferta | In trasferta | Totale | Totale | Totale | Totale | Totale | Totale | DR |
| Competizione | Punti | G       | V       | N       | P       | Gf      | Gs      | G            | V            | N            | P            | Gf           | Gs           | G      | V      | N      | P      | Gf     | Gs     | DR |
| ------------ | ----- | ------- | ------- | ------- | ------- | ------- | ------- | ------------ | ------------ | ------------ | ------------ | ------------ | ------------ | ------ | ------ | ------ | ------ | ------ | ------ | -- |
| Serie A      | 34    | 15      | 7       | 5       | 3       | 15      | 10      | 15           | 3            | 9            | 3            | 12           | 14           | 30     | 10     | 14     | 6      | 27     | 24     | +3 |
| Coppa Italia | -     | 2       | 1       | 1       | 0       | 2       | 1       | 2            | 1            | 0            | 1            | 3            | 3            | 4      | 2      | 1      | 1      | 5      | 4      | +1 |
| Coppa UEFA   | -     | 1       | 0       | 0       | 1       | 1       | 2       | 1            | 0            | 0            | 1            | 1            | 2            | 2      | 0      | 0      | 2      | 2      | 4      | -2 |
| Totale       | -     | 18      | 8       | 6       | 4       | 18      | 13      | 18           | 4            | 9            | 5            | 16           | 19           | 36     | 12     | 15     | 9      | 34     | 32     | +2 |

### Statistiche dei giocatori
| Giocatore     | Serie A  | Serie A | Serie A     | Serie A    | Coppa Italia | Coppa Italia | Coppa Italia | Coppa Italia | Coppa UEFA | Coppa UEFA | Coppa UEFA  | Coppa UEFA | Totale   | Totale | Totale      | Totale     |
| Giocatore     | Presenze | Reti    | Ammonizioni | Espulsioni | Presenze     | Reti         | Ammonizioni  | Espulsioni   | Presenze   | Reti       | Ammonizioni | Espulsioni | Presenze | Reti   | Ammonizioni | Espulsioni |
| ------------- | -------- | ------- | ----------- | ---------- | ------------ | ------------ | ------------ | ------------ | ---------- | ---------- | ----------- | ---------- | -------- | ------ | ----------- | ---------- |
| A. Agroppi    | 25       | 0       | ?           | ?          | 0            | 0            | 0            | 0            | 0          | 0          | 0           | 0          | 25       | 0      | 0+          | 0+         |
| G. Bui        | 15       | 1       | ?           | ?          | 4            | 1            | ?            | ?            | 2          | 1          | ?           | ?          | 21       | 3      | ?           | ?          |
| L. Castellini | 30       | -24     | ?           | ?          | 4            | -4           | ?            | ?            | 2          | -4         | ?           | ?          | 36       | -32    | ?           | ?          |
| A. Cereser    | 21       | 0       | ?           | ?          | 4            | 0            | ?            | ?            | 2          | 0          | ?           | ?          | 27       | 0      | ?           | ?          |
| G. Ferrini    | 23       | 0       | ?           | ?          | 4            | 1            | ?            | ?            | 2          | 0          | ?           | ?          | 29       | 1      | ?           | ?          |
| N. Fossati    | 25       | 0       | ?           | ?          | 4            | 0            | ?            | ?            | 2          | 0          | ?           | ?          | 31       | 0      | ?           | ?          |
| F. Graziani   | 22       | 6       | ?           | ?          | 0            | 0            | 0            | 0            | 1          | 0          | ?           | ?          | 23       | 6      | 0+          | 0+         |
| M. Lombardo   | 29       | 0       | ?           | ?          | 2            | 0            | ?            | ?            | 2          | 0          | ?           | ?          | 33       | 0      | ?           | ?          |
| A. Mantovani  | 1        | 0       | ?           | ?          | 0            | 0            | 0            | 0            | 0          | 0          | 0           | 0          | 1        | 0      | 0+          | 0+         |
| E. Mascetti   | 26       | 0       | ?           | ?          | 4            | 0            | ?            | ?            | 2          | 0          | ?           | ?          | 32       | 0      | ?           | ?          |
| R. Mozzini    | 14       | 1       | ?           | ?          | 4            | 1            | ?            | ?            | 2          | 0          | ?           | ?          | 20       | 2      | ?           | ?          |
| P. Pulici     | 25       | 14      | ?           | ?          | 4            | 1            | ?            | ?            | 1          | 0          | ?           | ?          | 30       | 15     | ?           | ?          |
| R. Rampanti   | 26       | 0       | ?           | ?          | 4            | 1            | ?            | ?            | 2          | 0          | ?           | ?          | 32       | 1      | ?           | ?          |
| C. Sala       | 22       | 1       | ?           | ?          | 4            | 0            | ?            | ?            | 2          | 1          | ?           | ?          | 28       | 2      | ?           | ?          |
| R. Salvadori  | 17       | 1       | ?           | ?          | 1            | 0            | ?            | ?            | 1          | 0          | ?           | ?          | 19       | 1      | ?           | ?          |
| F. Sattolo    | 1        | -0      | ?           | ?          | 0            | -0           | 0            | 0            | 0          | -0         | 0           | 0          | 1        | -0     | 0+          | 0+         |
| R. Vernacchia | 6        | 0       | ?           | ?          | 3            | 0            | ?            | ?            | 2          | 0          | ?           | ?          | 11       | 0      | ?           | ?          |
| L. Zecchini   | 27       | 0       | ?           | ?          | 3            | 0            | ?            | ?            | 1          | 0          | ?           | ?          | 31       | 0      | ?           | ?          |

## Giovanili

### Piazzamenti
- Primavera:
  - Campionato:
  - Coppa Italia:
- Berretti:
  - Campionato: Vincitore